# Ixodes pavlovskyi
Ixodes pavlovskyi är en fästingart som beskrevs av Pomerantsev 1946. Ixodes pavlovskyi ingår i släktet Ixodes och familjen hårda fästingar. Inga underarter finns listade i Catalogue of Life.